# Carmine Esposito
Carmine Esposito (Trieste, Italia, 6 de marzo de 1974) es un chef italiano, catalogado como uno de los grandes exponentes de la cocina italiana. Ha logrado que restaurantes a su cargo entren a formar parte de prestigiosos listados como la Guía Michelin y el Hong Kong Tatler. Durante su carrera ha trabajado junto a grandes chefs como Virgilio Martínez, Harry Sasson, Peppino Tinari, Daniel Green entre otros. De igual forma, ha recibido reconocimientos como Best Chef en Hong Kong y Singapur.

## Reseña biográfica
Desde temprana edad descubrió el gusto por la gastronomía. Proveniente de una familia dedicada al negocio de los restaurantes, aprendió durante toda su juventud los diferentes aspectos para la administración y manejo de restaurantes, desde servir a las mesas hasta manejar el personal dentro de la cocina. A la edad de 8 años tuvo su primer acercamiento a la gastronomía cuando aprendió a cocinar pizza guiado por su padre, a esta edad ya realizaba diferentes preparaciones tradicionales italianas. A los 14 años alternaba sus estudios con su trabajo en el restaurante familiar lo que le permitió afianzar técnicas y conocimientos. Pasó por importantes restaurantes en Italia hasta cumplir sus 19 años cuando partió al servicio militar. Al volver decidió ubicarse en Asia siguiendo su gusto por las artes marciales. Para poder pagar sus estudios empezó a trabajar como chef en el reconocido Restaurante Adria, uno de los pocos restaurantes de auténtica cocina italiana en Beijing, en adelante, siguió una carrera que lo llevó a trabajar en importantes restaurantes del continente asiático viajando y aprendiendo de la cultura gastronómica de esta región. 
Posteriormente, en 1997 abrió en Pekín un restaurante italiano junto con algunos socios locales para luego regresar a Italia buscando reencontrarse con su esencia, de nuevo en Trieste conoció a quien se convertiría en su esposa quien marcaría un papel importante convirtiéndose en su fuente de inspiración y principal motivación. Más tarde, volvería a Asia acompañado de su esposa para abrir un nuevo restaurante. Debido al reconocimiento que había ganado fue llamado por la importante cadena de hoteles Four Season para manejar la apertura de sus restaurantes en Singapur. Al cabo de 2 años, fue contactado para trabajar como chef con la cadena Sheraton en su restaurante DOMVS recibiendo importantes reconocimientos a nivel asiático en la Singapore Tatler y Hong Kong Tatler (guías de restaurantes de lujo en esta región). En esta última sería reconocido  también desde el año 2009 al 2015 con el restaurante Cucina de la cadena de lujo Marco Polo en donde también recibiría el galardón como uno de los mejores 100 restaurantes de Asia; este restaurante recibió en 2011 la distinción de ingresar a la afamada Guía Michelin estando bajo su cargo. Durante su paso por Asia trabajó también para el hotel St. Regis de 6 estrellas. 
Pese a gozar de gran credibilidad y reconocimiento en el medio gastronómico Asiático, decidió mudarse a Colombia, de donde es su esposa, buscando ofrecer  a sus hijas el sentido de familia. En su experiencia laboral ya había tenido la oportunidad de conocer y trabajar en el país cafetero, asistiendo como invitado de honor a festivales y eventos gastronómicos donde forjó una estrecha relación de amistad con el reconocido chef Colombiano Harry Sasson. Esta relación le permitió un acercamiento con la cadena de hoteles Movich de la que posteriormente sería chef ejecutivo de sus restaurantes a nivel nacional, esto lo llevaría a trabajar en las principales ciudades del país como Cali, Medellín, Cartagena, Barranquilla y Bogotá. En Colombia ha participado en reconocidos eventos como Alimentarte Archivado el 12 de abril de 2017 en Wayback Machine. y Sabor Barranquilla y en el programa televisivo Master Chef Junior en el que apareció como invitado especial.

## Trayectoria y Carrera
Carmine Esposito es considerado uno de los grandes representante de la cocina tradicional italiana, caracterizado por conservar los sabores de las recetas tradicionales haciendo presentaciones vanguardistas excepcionales en cada plato. Debido a su experiencia con la cultura gastronómica Asiática ha perfeccionado técnicas y preparaciones orientales que combina con diversos conocimientos en cocina molecular e internacional.  Esposito ha trabajado para grandes restaurantes y ha cocinado junto a grandes exponentes de la gastronomía a nivel mundial.
Algunos restaurantes en los que ha trabajado:
- Posillipo (Trieste)
- Fabris (Trieste)
- Adria (Pekín)
- That´s Amore (Shanghái)
- Basilico - Four Season (Singapur)
- Domvs – Sheraton (Singapur)
- La Brezza – St. Regis (Singapur)
- Cucina – Marco Polo (Hong Kong)
- Movich Hotels (Colombia)
- A’Pummarola, restaurante de su propiedad (Bogotá, Colombia)

Eventos en los que ha participado:
- World Gourmet Summit 2010
- The UOB Chef's Creation
- The Crave Chef Panel
- M&SM (Mesa & Sobre Mesa)
- Alimentarte
- Sabor Barranquilla
- Fórmula 1 – Singapur
- Master Chef Junior (Colombia)
- ArtGuitar - Fundación Mi Sangre
- Italia se toma Movich

Grandes chefs con los que ha trabajado:
- Virgilio Martinez
- Andoni Luis Aduriz Mugariz
- Harry Sasson
- Valentino Marcattili
- Alfredo Russo
- Igor Marcchia
- Peppeni Tinari
- Daniel Green

## Reconocimientos
- Singapore Tatler - Singapore Best Restaurants: 2009
- Simply Dining - Singapore's Top Restaurants: 2010/11
- Guía Michelin - Hong Kong: 2011
- Asia Tatler - Hong Kong & Macau Best Restaurants: 2012
- Top 100 Tables Asia 2013
- Hong Kong Tatler - Best Restaurants: 2013
- Hong Kong Tatler - Best Restaurants: 2014
- Hong Kong Tatler - Best Restaurants: 2015